# Elektrociepłownia Żerań
Elektrociepłownia Żerań – elektrociepłownia znajdująca się przy ul. Modlińskiej 15 w Warszawie. 
Jest drugą co do wielkości pod względem ilości wytwarzanego ciepła (po Elektrociepłowni Siekierki) elektrociepłownią w mieście. Została oddana do użytku w 1954. 

## Opis
Budowę elektrowni w tym miejscu planowano od lat 30. XX wieku; w 1937 miasto zakupiło w tym celu 17,5 ha gruntów na Żeraniu, a w 1938 rok prowadzono roboty ziemne mające ochronić ten teren przed powodziami.
Elektrociepłownia została zbudowana w latach 1952–1956. Wobec braku doświadczeń w tej dziedzinie skorzystano z dokumentacji i urządzeń z ZSRR. 21 lipca 1954 ruszyła pierwsza turbina. W latach 1956–1961 dostawą energii cieplnej objęto pierwsze osiedla na Pradze, część Śródmieścia i Żoliborz. Kilka lat później rozpoczęła się budowa kolejnej elektrociepłowni EC Siekierki w południowej części miasta.
Zakład działa w układzie kolektorowym. Jest wyposażony w 5 kotłów parowych OP-230, dwa kotły fluidalne, cztery kotły wodne (szczytowe) oraz 8 turbozespołów ciepłowniczych (w tym jeden przeciwprężny).
Elektrociepłownia dysponuje mocą cieplną 1580 MW i elektryczną 386 MW. Podstawowym paliwem jest węgiel kamienny. Oprócz ciepła i energii w skojarzeniu zakład produkuje również parę technologiczną dla kilku odbiorców przemysłowych. Po modernizacji w latach 1997 i 2001 włączono do eksploatacji dwa ekologiczne kotły fluidalne, zwiększające efektywność produkcji i redukujące emisję pyłu, tlenków siarki i azotu, bez konieczności budowy instalacji zewnętrznych. 
7 września 2012 doszło do poważnej awarii w wyniku pożaru w galerii taśmociągów podających węgiel. Konieczne było odstawienie całej elektrowni, wyłączenie z pracy w sieci ciepłowniczej oraz energetycznej. Moc cieplna i energetyczna została skompensowana poprzez uruchomienie elektrociepłowni Kawęczyn, Wola oraz zwiększenie mocy do maksymalnej w elektrociepłowni Siekierki.
Do końca 2020 miały zakończyć się prace związane z budową na Żeraniu nowego bloku gazowo-parowego, co miało umożliwić wyłączenie części bloków opalanych węglem. Blok przekazano do eksploatacji w grudniu 2021.
Zakład jest własnością PGNiG Termika SA (d. Elektrociepłownie Warszawskie SA oraz Vattenfall Heat Poland SA), spółki zależnej PGNiG.